# Starý Bydžov
Starý Bydžov är en ort i Tjeckien. Den ligger i den centrala delen av landet, 80 km öster om huvudstaden Prag. Starý Bydžov ligger 270 meter över havet och antalet invånare är 390.
Terrängen runt Starý Bydžov är huvudsakligen platt. Starý Bydžov ligger uppe på en höjd. Runt Starý Bydžov är det ganska tätbefolkat, med 56 invånare per kvadratkilometer. Närmaste större samhälle är Nový Bydžov, 3,3 km sydost om Starý Bydžov. Trakten runt Starý Bydžov består till största delen av jordbruksmark.